# Aristonectes quiriquinensis
Aristonectes quiriquinensis es una especie de plesiosaurio elasmosáurido, un tipo de reptil marino de cuello largo, que vivió en los océanos del Cretácico Superior del centro de Chile.

## Historia paleontológica
El descubrimiento de A. quiriquinensis, la segunda especie conocida del género Aristonectes (tras A. parvidens), se remonta a finales de la década de 1950, cuando el paleontólogo argentino Rodolfo Casamiquela descubrió un esqueleto parcial en la bahía de Las Tablas, al norte de la isla Quiriquina, en el centro sur de Chile. El espécimen, catalogado como SGO.PV.260, se halló en los estratos maastrichtienses de la formación Quiriquina; inicialmente, se observaron cinco vértebras, un fragmento de húmero y el extremo distal de una extremidad. La dureza de las rocas que contenían los fósiles dificultó la preparación posterior. La preparación reveló partes adicionales del cuerpo, incluyendo las cuatro extremidades, la porción posterior del cuello, la mayor parte del tronco y una cola completa. Se interpreta como un ejemplar juvenil. Este espécimen se analizó por primera vez en 2012 y se identificó como un aristonectino indeterminado, antes de ser asignado al género Aristonectes en 2013.
En 2001, el paleontólogo chileno Mario E. Suárez recolectó partes de un cráneo, fragmentos mandibulares y 12 vértebras cervicales anteriores de la playa de Cocholgüe al norte de Tomé. Este material fue descrito al año siguiente y atribuido a Aristonectes, pero su identificación como especie independiente fue imposible debido a la falta de preparación. A principios de 2009, un equipo de las universidades de Concepción y de Heidelberg realizaron una segunda excavación independiente en el mismo sitio, recuperando 119 bloques de arenisca, la mayoría con material óseo. Algunos se degradaron por la inmersión periódica en agua de mar, lo que provocó superficies quebradizas en las partes más delicadas. Además, se perdieron varios contactos anatómicos al cortar bloques de arenisca de la playa con una sierra para roca durante la marea baja. La ubicación precisa del hallazgo y la distribución tafonómica de los fósiles indican que pertenecen al mismo espécimen descubierto en 2001. Los huesos fueron enviados al Museo Nacional de Historia Natural de Chile para su preparación y análisis científico. El fósil, completamente preparado, consta del cráneo, el axis y el atlas, 12 vértebras cervicales anteriores, 23 vértebras cervicales medias y posteriores, la mayor parte del tronco, las dos extremidades anteriores casi completas y una parte significativa de la extremidad posterior derecha. El espécimen era probablemente un adulto joven y se catalogó como SGO.PV.957. En 2014, Rodrigo Otero y sus colegas lo designaron holotipo de la nueva especie A. quiriquinensis; estos investigadores también atribuyeron el espécimen anterior, SGO.PV.260, a esta especie. El epíteto específico hace referencia a la formación Quiriquina, la localidad tipo de este taxón.
En 2015, otros dos especímenes de la isla Quiriquina fueron asignados a A. quiriquinensis. Estos consisten en un fémur izquierdo completo y una parte proximal de un húmero, catalogados respectivamente como SGO.PV.135 y SGO.PV.169, que previamente se habían asignado al género Mauisaurus, ahora dudoso. En 2018, el espécimen holotipo fue redescrito tras una preparación adicional. En la misma publicación, otro espécimen, SGO.PV.94, compuesto por una serie de vértebras caudales anteriores, también fue mencionado como A. quiriquinensis.

## Descripción

Comparación de tamaño de Aristonectes quiriquinensis y un humano promedio.

El holotipo de A. quiriquinensis tiene un tamaño estimado aproximado de 10 metros de largo.  Su cráneo es aplanado y en forma de ojiva, al igual que A. parvidens. El tamaño del cráneo varía muy ligeramente entre las dos especies: el del holotipo de A. quiriquinensis tiene un tamaño propuesto entre 65 a 70 cm, mientras que el del holotipo de A. parvidens mide 73,5 cm. Los huesos escamosos de A. quiriquinensis se extienden considerablemente por detrás del cóndilo occipital. Los huesos pterigoideos son grandes y se proyectan por detrás del neurocráneo. Las extensiones posteriores de los huesos pterigoideos rodean el axis y el atlas, lo que reduce el espacio entre el cráneo y las vértebras y, por lo tanto, limita el movimiento lateral en sus articulaciones.  Entre los caracteres únicos del cráneo de A. quiriquinensis está la presencia de un protuberancia mental (una cresta a lo largo de la sínfisis mandibular).
Tiene unos trece dientes en el premaxilar y 50 en el maxilar,  aparentemente menos que A. parvidens. Sus dientes presentan una sección transversal ovalada, muy similar a la de los elasmosáuridos del hemisferio norte y de la provincia weddelliana (área geográfica que surgió tras el aislamiento de la Antártida), como el Kaiwhekea. La raíz de los dientes completos es ligeramente más larga que la corona. La dentición de A. quiriquinensis es homodonte, lo que significa que todos los dientes tienen una forma similar. El diente más grande conocido es muy delgado y puntiagudo, con crestas en la cara lingual de la corona. El diente más pequeño es un diente de reemplazo de raíz corta con una morfología similar a la del diente más grande. Todos los dientes están inclinados hacia el frente y no encajan cuando las mandíbulas están cerradas.
En 2018, Otero y sus colegas estimaron que A. quiriquinensis habría tenido un total de 109 vértebras, incluidas 43 cervicales, 3 pectorales, 24 dorsales, 3 sacras y 35 caudales. Las costillas cervicales anteriores son cortas y carecen de contactos.
Entre las cavidades glenoideas, la cintura escapular mide casi un metro de ancho. Las costillas parecen engrosadas en sus extremos distales. La gastralia es paquiostósica y de longitud moderada. Las vértebras caudales son más anchas que altas o largas. Las espinas neurales de las caudales se vuelven progresivamente romas y cortas, y presentan un ápice dorsal grueso con una superficie plana, lo que sugiere la probable existencia de un ligamento fuerte a lo largo de la parte dorsal de la cola.